# 無伴奏合唱
無伴奏合唱，中文音譯阿卡貝拉或阿卡佩拉（義大利語：A cappella），是指無乐器伴奏的純人聲音樂。又簡稱阿貝、阿伯。
中世紀的歐洲教堂裡， 唯一的音樂就是純人声無樂器伴奏的聖歌，為了區分在教堂裡神聖的歌曲和世俗音樂，人們開始稱純人聲無伴奏的音樂為「神聖的」 的音樂，而義大利文就是「a cappella」。
現今著名的无伴奏团体有國王歌手合唱團、Voces8、史溫格歌手、Take 6、真實之聲、Pentatonix、VoicePlay、Home free、New York Voices、曼哈頓轉運站合唱團以及日本的聖堂教父。
阿卡贝拉近年也流行於香港，台灣和日本。例如台灣2013年金曲奖的最佳演唱組合獎得主歐開合唱團就是无伴奏合唱的合唱團。

## 名称
義大利語原意為「按教堂風格」，一般指无伴奏的合唱或者重唱，以及为此创作的乐曲。在音乐史、古乐中，原為欧洲教堂音乐的一种样式，与伴奏并无关系。然而十九世紀時，文藝復興時期的複音音樂再興，加之人們經常誤以為樂曲中的聲樂部分不需要樂器同時演奏，該詞的意涵遂逐漸演變為專指無伴奏的人聲音樂。

## 概要
意大利文「a cappella」直译为英语是「in chapel」，意思是「在圣堂」。之后把它形容词化、名词化，用来特指教堂音乐的一种样式。其特征为
1. 全曲，或一部分为复调。
2. 比较朴实，歌词容易听懂。
3. 有多重分组，无伴奏，或者加以哼唱歌曲旋律的简单伴奏。

广义上满足上述条件1和3，或者单纯的条件3就可以指教堂音乐，所以作为曲式，a cappella并不一定是「无伴奏」。
文艺复兴音乐中，音乐家以教堂为舞台，争相创作复杂豪华的乐曲，导致最后喧宾夺主，搞不清到底是宗教仪式还是音乐会，而且重要的歌词反而很难听懂。教廷针对这种情况，在各种教会改革中，倡导教堂音乐的简朴化，于是无伴奏合唱形式孕育而生。代表的作曲家有帕勒斯特里那（Giovanni Pierluigi da Palestrina, 1525-1594），他的作品一般比较易懂。
文艺复兴合唱曲中，带伴奏的作品，乐谱也是以无伴奏的形式记录的。世俗曲一般是加即兴伴奏，宗教曲由于上述3理由，更没有必要用乐谱记录伴奏的谱子。于是这种形式逐渐令人产生了误解，被认为本来就是无伴奏的。之后教会音乐以外的无伴奏合唱、无伴奏声乐组合也逐渐增多，这种误解同时渗透到了古典音乐界和通俗音乐界。

## 古典音乐
教堂音乐中自文藝復興時期就有无伴奏合唱，阿雷格里《垂憐經》就是一个典型例子。浸信会、基督教會等各个教派在宗教仪式时都不使用乐器。
作曲家们在中世纪、文艺复兴时代和对位法的声部叠加使无伴奏合唱逐渐成形（复调音樂）。巴洛克時代、古典主义时代，随着和声法逐渐确立，形成女高音、女低音、男高音和男低音四声部合唱的作曲方法，无伴奏合唱于是拥有了“横向的流动”和“纵向的和谐”。

## 流行音乐
現今的A Cappella，已不單單指某一類型的歌曲，而是泛指一種演唱形式、一種以人聲為樂器的編奏法；它的變化也越來越多，從單純三四聲部的合唱，演變到多人重唱，再演變到模擬樂器或大自然等聲音，僅僅人聲，已經可以創造出類似管弦樂或流行樂曲的豐富效果。我們稱現代阿卡貝拉｢Vocal Band｣或｢Contemporary A Cappella｣。
如上无伴奏合唱中有古典的合唱曲作品，一部分流行音乐人逐渐关注这种形式，1980～90年代期间音乐剧中的使用开始引起关注，之后出现的TAKE 6等无伴奏合唱组合开始热卖。流行音乐中的无伴奏合唱并没有古典乐中和声、对位的构成，而大多数具有爵士和声。和古典合唱不同的是，由于使用麦克风为前提，用声音模拟打击乐效果等等各种新手法被广泛运用。

## 正教会圣歌
正教会圣歌中除了极少数以外都是禁止伴奏的，因此在形态上是无伴奏声乐。因此柴可夫斯基、谢尔盖·拉赫玛尼诺夫等在乐曲方面才华横溢的作曲家也为正教会创作圣歌。虽然形式上是无伴奏合唱，但是正教会内部不使用a capella这个词。
定音通常使用音叉，或者按照神父的音高为准。因此经常从乐谱指定的调进行转调。

## 演奏
有伴奏的场合，调节不同音高是最大的难题。一般在演奏前用音叉、調音笛或口琴等定音，之后要保持同样音高，因此演奏者需要有非常正确的乐感。另外，由于没有伴奏，和声美可以更好的发挥出来，因此以低音部为基础的准确的和声非常必要。

## 現代人聲樂團的編制
- Lead Vocal (主唱)：通常負責主旋律，最好是每人都能擔當此任。
- Harmony, Chord, Pad (合音)：負責和聲的部份，可能比主旋律高或低，也有各種和聲的方式。
- Double Bass(倍低音)：指的是人聲模擬 Double Bass (或稱Acoustic Bass) ，或電貝司的效果，此聲部是音樂進行感覺的重要基礎，要負責掌握樂曲風格。
- Vocal Percussion (人聲打擊), 又稱 vocal drumming 或 mouth drumming：通常指的是人聲模擬鼓組，但也經常模擬各種其他的打擊樂器或各種聲響。
- Sound Man (音響技術人員)：也算團員之一，掌握音樂會一半的成敗。

## 不同阿卡貝拉風格及代表性團體
- 流行/搖滾無伴奏  (Pentatonix, swingle singers)
- 爵士演唱  (The Idea of North)
- 古典無伴奏 (The kings Singers)
- 理髮店 (Acoustix)
- 美國大學無伴奏 (Beelzebubs)
- 嘟哇或街角無伴奏 (The Alley Cats)
- 福音無伴奏 (Take 6)
- 世界音樂 (Eva Quartet)
- 實驗性 (Stouxingers，後改名為Slix)

## 著名賽事
- 台灣: TCMC國際重唱藝術節
- 美國: Harmony Sweepstakes (1985-)
- 奧地利: 格拉茲國際現代阿卡貝拉大賽(國際史泰爾合唱音樂節)
- 韓國: 亞洲青年阿卡貝拉音樂大賽
- 美國: sing off
- 亞洲巡迴: VAF亞洲盃

## 在香港及澳門的發展
香港的無伴奏合唱組合，過往大多是一些業餘性質、教會詩班或是從一個合唱團當中揀選小部份團員組合而成的合唱小組，第一隊正式以商業模式運作的為創團於1994年成立的「姬聲雅士」，團員皆來自香港中文大學的音樂系畢業生及學生，以結合西方古典音樂、流行音樂或其他音樂風格的元素為主；2000年起陸續出現其他的組合，並於不同地方表演這種音樂藝術。現時香港活躍的組合有如：一舖清唱 （页面存档备份，存于）、Metro Vocal Group （页面存档备份，存于）、A Sharp Singers、Orange （页面存档备份，存于）、Sound Of Singers （页面存档备份，存于）、青協香港旋律、Zense （页面存档备份，存于）、Mosaic （页面存档备份，存于）、SENZA A Cappella 、Republic-A （页面存档备份，存于）、Set Tone Men、Lasagna、摘聲 （页面存档备份，存于）、C AllStar  、以及Hot Potters等。上面提到的「姬聲雅士」，則仍是演出最頻密的組合之一，它和另一組合Joyous是唯一兩支曾出版唱片的香港組合。
2006年，香港當代無伴奏合唱協會(今已改稱港澳當代無伴奏合唱(阿卡貝拉)協會)成立，大力推廣無伴奏合唱，並為各團隊提供服務。2014年，彭祖容創辦香港阿卡貝拉學院，開辦各種相關課程。 附屬於香港演藝學院的演藝進修學院，亦定期舉辦課程。
與香港一水之隔的澳門，無伴奏合唱亦開始萌芽，相關團體包括Macao A Cappella，Water Singers以及人數較多的純音雅詠等。2016、17更連續兩年舉辦無伴奏合唱節。

## 台灣知名無伴奏合唱團
- 歐開合唱團，部分團員新組成織樂（2017又回歸歐開合唱團）
- Sirens人聲樂團
- Voco Novo 爵諾人聲樂團
- VOX 玩聲樂團
- 尋人啟事The Wanted

## 以無伴奏合唱呈現的流行歌曲
國語流行曲
- 杨昕曦 - Just A Friend(七嘴八舌版)（1991年，收錄於《別在上課偷看我的心》專輯）
- 曾慶瑜 - 真愛是誰（1991年，收錄於《女人主義》專輯）
- 張雨生 - 無知的歲月（1993年，收錄於《一天到晚游泳的魚》專輯）
- Singers 101 - 誠摯邀請張雨生(寶哥) 生前好友 Koji Sakurai (櫻井弘二) 編曲 ( 2014年，收錄於《當我開始偷偷地想你》單曲，時代創藝有限公司發行 )
- 辛曉琪 - 可愛的玫瑰花（1998年，收錄於《每個女人》專輯）
- 辛曉琪 - 溜滑梯（1998年，收錄於《每個女人》專輯）
- 辛曉琪 - 每個女人（1998年，收錄於《每個女人》專輯）
- 陶喆 - 夜來香（編曲：陶喆，1999年，收錄於《I'm OK》專輯）
- 許景淳 - 天頂的月娘（編曲：賴家慶，2003年，收錄於《真感情》專輯）
- 林憶蓮 - 走在大街的女子(Acappella)（2003年，收錄於《最好的...林憶蓮2003新歌+精選》專輯）
- Tension - 我們的故事
- MIC男團 - 心戀（2010年，收錄於《V》專輯）
- ECHO李昶俊 -  Dreamer ( 2013年 收錄於 ECHO同名專輯）

粵語流行曲
- 張學友 - 偷閒加油站（1992年，收錄於《真情流露》專輯，改編自Boyz II Men的《It's So Hard To Say Goodbye To Yesterday》）
- 李克勤 - I LOVE YOU（1994年，收錄於《希望》專輯）
- 彭羚 - Cassapella（1993年，無歌詞，收錄於《See for Cass》專輯）
- 彭羚 - 窗外（1995年，收錄於《窗外》專輯）
- 彭羚 - 春風(Acappella)（1996年，收錄於《清水》專輯）
- 蘇慧倫 - 給四季預算（1996年，收錄於《自然喜歡你》專輯）
- 羅文 - 愛與夢同行（有人無器版）（1996年，收錄於《羅文25》專輯）
- 李克勤、譚詠麟 - 紅日（1999年，收錄於《一年半載》專輯）
- 衛蘭 - Love Me Accapella	(你很愛我)（2005年，收錄於《Day & Night》專輯）
- 古巨基 - 年年有今日（Featuring 側田, 小肥, 6號, 方力申, Ink)（2008年，收錄於《勁歌金曲2情歌王》專輯）
- C AllStar - iSing (Acappella)（2010年，收錄於《Make it Happen》專輯）
- C AllStar - 世界還未末日（2011年，收錄於《新預言書》專輯，改編自鄭秀文同名歌曲）

臺語流行曲
- 江蕙 - 再會啦心愛的無緣的人
- 陶喆 - 望春風（編曲：陶喆，1997年，收錄於《陶喆》專輯）

## 文字著作
隨著無伴奏合唱在世界各地日漸流行，相關著作亦陸續出現，如Brody MacDonald的A Cappella Pop, A Complete Guide to Contemporary A Cappella Singing , Deke Sharon的A Cappella Arranging , The Heart of Vocal Harmony: Emotional Expression in Group Singing ,  Deke Sharon, Ben Spalding, Brody McDonald三人合著的A Cappella等。中文著作則有"台灣阿卡貝拉之父"朱元雷 的《阿卡貝拉：無線快速上手法》
和"香港A Cappella之父"馮國東的《阿卡人語I – 阿卡貝拉團的成立與營運》、《阿卡人語II - 編寫Contemporary A Cappella的十個步驟》等。

## 註释
1. ↑  「無伴奏合唱」並非真的無伴奏，它只是"無樂器"或"無背景音樂"而已，在主音以外的聲部，如低音、和音、人聲敲擊等，就是伴奏，只不過它們都是由人聲唱出罷了。
2. ↑  然而許多人不認為C AllStar為無伴奏合唱組合，因它亦演唱大量有背景音樂的歌曲，因此稱它為"間中兼唱無伴奏的組合"較為合適。